# Belvedere Ostrense
Belvedere Ostrense è un comune italiano di 2 071 abitanti della provincia di Ancona.
Belvedere Ostrense (Belvedé in dialetto locale) è un comune italiano di 2 071 abitanti della provincia di Ancona nelle Marche.

## Storia
Il paese di Belvedere Ostrense è sorto sulle fondamenta dell'antico castrum Belvideris costruito intorno al XII secolo. Il Castello era sotto la giurisdizione di un conte imperiale che lo amministrava per conto della Marca di Ancona. All'inizio del XIII secolo i diritti sul castello e il suo territorio passarono al comune di Jesi, il quale aveva acquisito il controllo di tutta la zona collinare tra i fiumi Esino e Misa.

### Simboli
Lo stemma comunale raffigura il patrono san Pietro. Il gonfalone è un drappo di rosso.

## Monumenti e luoghi d'interesse
- Chiesa di San Pietro. L'interno custodisce al suo interno una pala con San Pietro firmato da Giovanni Maria Morandi e datato 1688, in cui è evidente, nel tono aulico e classicheggiante pre-settecentesco, la sua sintesi tra cultura artistica romana e quella emiliana.[4]

## Società

### Evoluzione demografica
Abitanti censiti

## Amministrazione
| Periodo        | Periodo        | Primo cittadino             | Partito                                                                                         | Carica  | Note |
| -------------- | -------------- | --------------------------- | ----------------------------------------------------------------------------------------------- | ------- | ---- |
| 13 giugno 2004 | 7 giugno 2009  | Monica Moriconi Piermartini | lista civica di centro-sinistra                                                                 | Sindaco |      |
| 8 giugno 2009  | 26 maggio 2019 | Riccardo Piccioni           | lista civica di centro-destra                                                                   | Sindaco |      |
| 27 maggio 2019 | in carica      | Sara Ubertini Ceccacci      | lista civica di centro-destra (primo mandato) lista civica di centro-sinistra (secondo mandato) | Sindaco |      |

## Sport

### Calcio
La squadra di calcio era la Belvederese che ha militato in Eccellenza Marche per quattro stagioni.
La società si è fusa con le vicine e rivali San Marcello e Morro d'Alba per formare il Terre del Lacrima, che milita in Seconda Categoria.

### Calcio a 5
Pochi anni fa il piccolo paese vantava anche una squadra di calcio a 5, il Fontenova che militava in Serie D.